# Boardwalk
Il Boardwalk è stato un nightclub situato in Little Peter Street a Manchester, nel Regno Unito.

## Storia
Di proprietà di Colin Sinclair, il club, di medie dimensioni, ospitava le prove e i concerti di band emergenti della scena musicale britannica tra la fine degli anni '80 e i primi anni '90. Fu qui che gruppi di successo come gli Oasis esordirono dal vivo.
Insieme ad altri locali come l'Haçienda e l'International, il Boardwalk rappresentò un luogo chiave per il debutto dal vivo di numerose band del posto. I Man From Delmonte, gli Stone Roses, i Charlatans, gli Happy Mondays e James, che inaugurarono il locale con un'esibizione nel 1986, sono alcune delle tante band di Manchester che comparivano di frequente al Boardwalk prima di acquisire notorietà internazionale o prima di ripiombare nell'oblio. Nel club si esibirono anche Sonic Youth, Chumbawamba, Verve e Bob Mould.
Negli anni seguenti il club ospitò il DJ dell'Haçienda Dave Haslam, che teneva la Yellow night al Boardwalk. Più tardi avrebbe scritto il libro Manchester, England, che parla della scena musicale di Manchester.